# Japans Grand Prix 2003
Japans Grand Prix 2003 var det sista av 16 lopp ingående i formel 1-VM 2003.

## Resultat
1. Rubens Barrichello, Ferrari, 10 poäng
2. Kimi Räikkönen, McLaren-Mercedes, 8
3. David Coulthard, McLaren-Mercedes, 6
4. Jenson Button, BAR-Honda, 5
5. Jarno Trulli, Renault, 4
6. Takuma Sato, BAR-Honda, 3
7. Cristiano da Matta, Toyota, 2
8. Michael Schumacher, Ferrari, 1
9. Nick Heidfeld, Sauber-Petronas
10. Olivier Panis, Toyota
11. Mark Webber, Jaguar-Cosworth
12. Ralf Schumacher, Williams-BMW
13. Justin Wilson, Jaguar-Cosworth
14. Ralph Firman, Jordan-Ford
15. Jos Verstappen, Minardi-Cosworth
16. Nicolas Kiesa, Minardi-Cosworth

### Förare som bröt loppet
- Giancarlo Fisichella, Jordan-Ford (varv 33, bränslebrist)
- Fernando Alonso, Renault (17, motor)
- Heinz-Harald Frentzen, Sauber-Petronas (9, motor)
- Juan Pablo Montoya, Williams-BMW (9, hydraulik)

## VM-slutställning
| Förarmästerskapet 1. Michael Schumacher, Ferrari, 93 2. Kimi Räikkönen, McLaren-Mercedes, 91 3. Juan Pablo Montoya, Williams-BMW, 82 | Konstruktörsmästerskapet 1. Ferrari, 158 2. Williams-BMW, 144 3. McLaren-Mercedes, 142 |